# Yiji
Eine Yiji (chinesisch 藝妓 / 艺妓) war eine Edel-Kurtisane im antiken China.
Yiji waren zunächst nicht an direkter Prostitution beteiligt, sondern eher Unterhaltungskünstlerinnen, die Poesie, Musik oder Gesang vorführten, um Würdenträger und Intellektuelle zu erfreuen. Sie wurden respektiert und waren in früherer Zeit für ihre künstlerischen Fähigkeiten und ihre Erziehung anerkannt. Sie wurden eingestellt, um ihre Künste sowohl männlichen als auch weiblichen Kunden darzubieten und auch von der Obrigkeit beschäftigt. Auch wenn die Yiji in Einzelfällen nach eigenen Wünschen einem Kunden sexuelle Gefallen erweisen konnten, war dies nicht Teil ihrer Tätigkeit als Yiji, sondern ein nebenläufiger Gefallen außerhalb ihres Gewerbes und wurde auch als getrennt davon betrachtet.
Doch nach Gründung der Qing-Dynastie im Jahr 1644 wurde es den Yiji untersagt, für staatliche Stellen zu arbeiten. Dadurch wurden sie vom Patronat privater Auftraggeber abhängig, was dazu führte, dass das Gewerbe der Prostitution entstand, denn ihre männlichen Kunden begannen, sexuelle Gefallen im Gegenzug für ihren Schutz einzufordern.
Eine Yiji konnte durchaus verschiedene Hintergründe haben, aber in der Regel war sie eine Sklavin in einem Bordell: Das Mädchen wurde aus dem Bordell geholt und in den Künsten einer Kurtisane ausgebildet. Sie konnte ein erhebliches Vermögen anhäufen, war jedoch oft bei früheren Geschäftspartnern hoch verschuldet und – wegen ihres Mangels an familiären Bindungen – sehr oft in ruinöse Klagen verstrickt. Wenn sich eine Yiji zur Ruhe setzte, bildete sie oft ihre eigene Tochter zu ihrer Nachfolgerin aus oder wählte eine Schülerin zu diesem Zweck aus.